# Sosnowiec Główny
Sosnowiec Główny – stacja kolejowa w Sosnowcu – jedna z najważniejszych w województwie śląskim, usytuowana w centrum miasta, przy ulicy 3 Maja. Według klasyfikacji PKP stacja ma najwyższą kategorię Premium. Powstała 24 sierpnia 1859 w ramach połączenia linii Kolei Warszawsko-Wiedeńskiej i Kolei Górnośląskiej jako stacja graniczna, która z biegiem czasu dała początek miastu Sosnowiec. Stacja stanowi również węzeł kolejowy, z którego linie odchodzą w kierunku Katowic, Warszawy Centralnej oraz Tunelu. Odjeżdżają z niej pociągi wszystkich kategorii, w tym Twoich Linii Kolejowych i Express InterCity, a także pociągi międzynarodowe. Stacja należy do Zakładu Linii Kolejowych PKP Polskich Linii Kolejowych w Sosnowcu.

## Ruch pasażerski
| Rok  | Wymiana roczna | Wymiana pasażerska na dobę | miejsce w Polsce |
| ---- | -------------- | -------------------------- | ---------------- |
| 2017 | 1 170 000      | 3 200                      | 76               |
| 2018 | 1 200 000      | 3 300                      | 75               |
| 2019 | 1 420 000      | 3 900                      | 73               |
| 2020 | 915 000        | 2 500                      | 66               |
| 2021 | 986 000        | 2 700                      | 74               |
| 2022 | 1 387 000      | 3 800                      | 93               |
| 2023 | 1 387 000      | 3 800                      | 99               |

## Historia

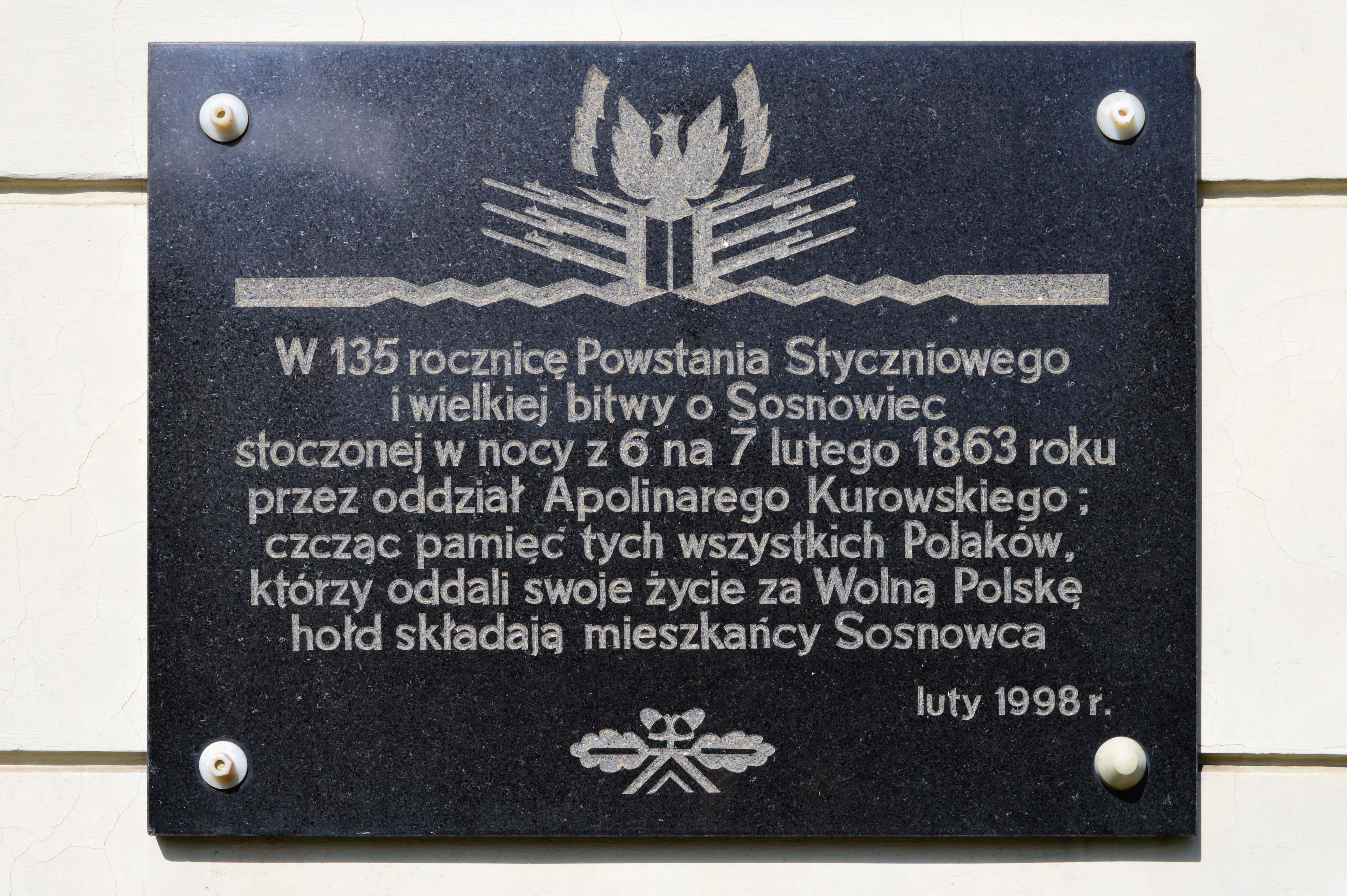
Tablica upamiętniająca bitwę w Sosnowcu, podczas powstania styczniowego w 1863 r.

### Geneza i powstanie stacji
Początki sosnowieckiej stacji wiążą się z budową linii Kolei Warszawsko-Wiedeńskiej. W dniu 25 listopada 1838 r. zostało powołane Towarzystwo Drogi Żelaznej Warszawsko-Wiedeńskiej, które rozpoczęło budowę linii kolejowej łączącej Warszawę (Dworzec Wiedeński)  z Granicą (obecnie Sosnowiec Maczki; pierwotnie planowano ukończenie linii w Niwce). Budowę, mimo kłopotów organizacyjno-finansowych, ukończono etapami pod Zarządem Drogi Żelaznej Warszawsko-Wiedeńskiej 5 kwietnia 1848 r., kiedy to oddano do użytku odcinek Ząbkowice – Granica.
Pomysł połączenia sieci Kolei Górnośląskiej i Kolei Warszawsko-Wiedeńskiej przez Sosnowiec pojawił się już w 1854 r. ze względu na duże natężenie istniejącego szlaku przez Granicę, który prowadził dalej do granicy z Cesarstwem Austrii. W wyniku porozumienia obydwu spółek w czerwcu 1858 rozpoczęto budowę połączenia tych dwóch sieci kolejowych (odcinek Ząbkowice – Szopienice przez Sosnowiec). Miało to na celu skrócenie czasu podróży między Cesarstwem Rosyjskim a Królestwem Prus. Po zakończeniu prac, na odcinku Sosnowiec – Szopienice 24 sierpnia 1859 uroczyście otwarto połączenie między Ząbkowicami a Katowicami. Po uruchomieniu połączenia większość ruchu towarowego między Prusami a Królestwem Polskim zamiast przez Maczki kierowano przez Sosnowiec, dzięki czemu w 1868 r. stacja w Sosnowcu przyjmowała 25 razy więcej towarów oraz 3 razy więcej pasażerów niż stacja Granica .
Stacja powstała w pobliżu osady Sosnowice jako duża stacja graniczna z komorą celną i obiektami technicznymi. Budynek dworca jak i stację oddano do użytku w 1859 roku. Piętrowy budynek w stylu neoklasycystycznym z parterowymi dobudowami ciągnącymi się wzdłuż peronu wzniesiono prawdopodobnie według projektu włoskiego architekta Henryka Marconiego. Plan budynku wzorowany był na projekcie gmachu Dworca Wiedeńskiego w Warszawie. W wyglądzie dworca dominują formy klasycystyczne. Wewnątrz mieściły się m.in. poczekalnie I, II i III klasy, pokoje dla dostojnych osób, ekspedycja celna, biuro paszportowe i lokale mieszkalne, a także restauracja. Oprócz dworca wybudowano też perony, bocznice, magazyny oraz parowozownię . W 1860 r. architekt rosyjski A. I. Gornostajew wybudował po drugiej stronie torów kolejowych budynki komory celnej, które rozebrano w latach międzywojennych. Powstanie stacji dało początek szybkiemu rozwojowi Sosnowca, dzięki czemu wokół niej powstały obiekty użyteczności publicznej (banki, hotele i placówki handlowo-usługowe) oraz obiekty mieszkalne, co przyczyniło się do otrzymania praw miejskich od cara Mikołaja II w 1902. Przed I wojną światową do dworca dobudowano m.in. halę główną i nowe wejście.

### Stacja podczas powstania styczniowego
Podczas powstania styczniowego, nocą z 6 na 7 lutego 1863 r. na stacji rozegrała się bitwa pomiędzy polskimi powstańcami i załogą rosyjskiego posterunku. Powstańcy użyli wówczas uzbrojonego pociągu by wyruszyć z Maczek do Sosnowca, dokonując przerzutu żołnierzy w okolice Sielca, skąd zaatakowali i zdobyli sosnowiecki dworzec oraz komorę celną.

### Okres międzywojenny XX w.

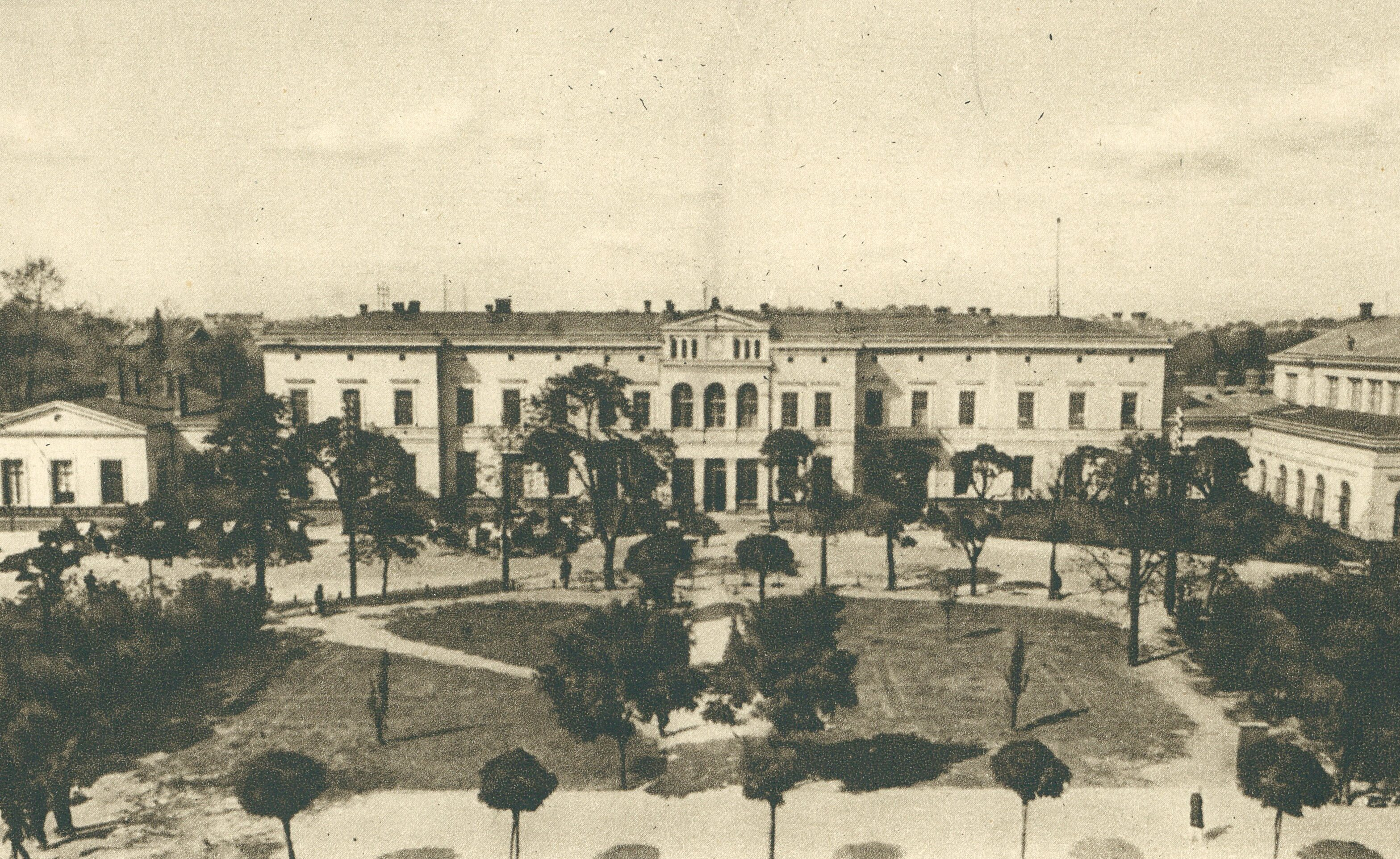
Dworzec w latach 1926-1935

Po odzyskaniu przez Polskę niepodległości w 1918 stacja przeszła we władanie polskiej administracji. W latach międzywojennych na sosnowieckiej stacji zaszły istotne zmiany. W 1924 oddano do użytku łącznik między stacjami Sosnowiec Główny a Sosnowiec Południowy, dzięki czemu główna stacja w Sosnowcu stała się węzłem kolejowym. W 1927 przy prostokątnej parowozowni urządzono warsztaty naprawcze wagonów, a dwa lata później wybudowano nową, wachlarzową lokomotywownię z obrotnicą.

### Okres od 1945 r.

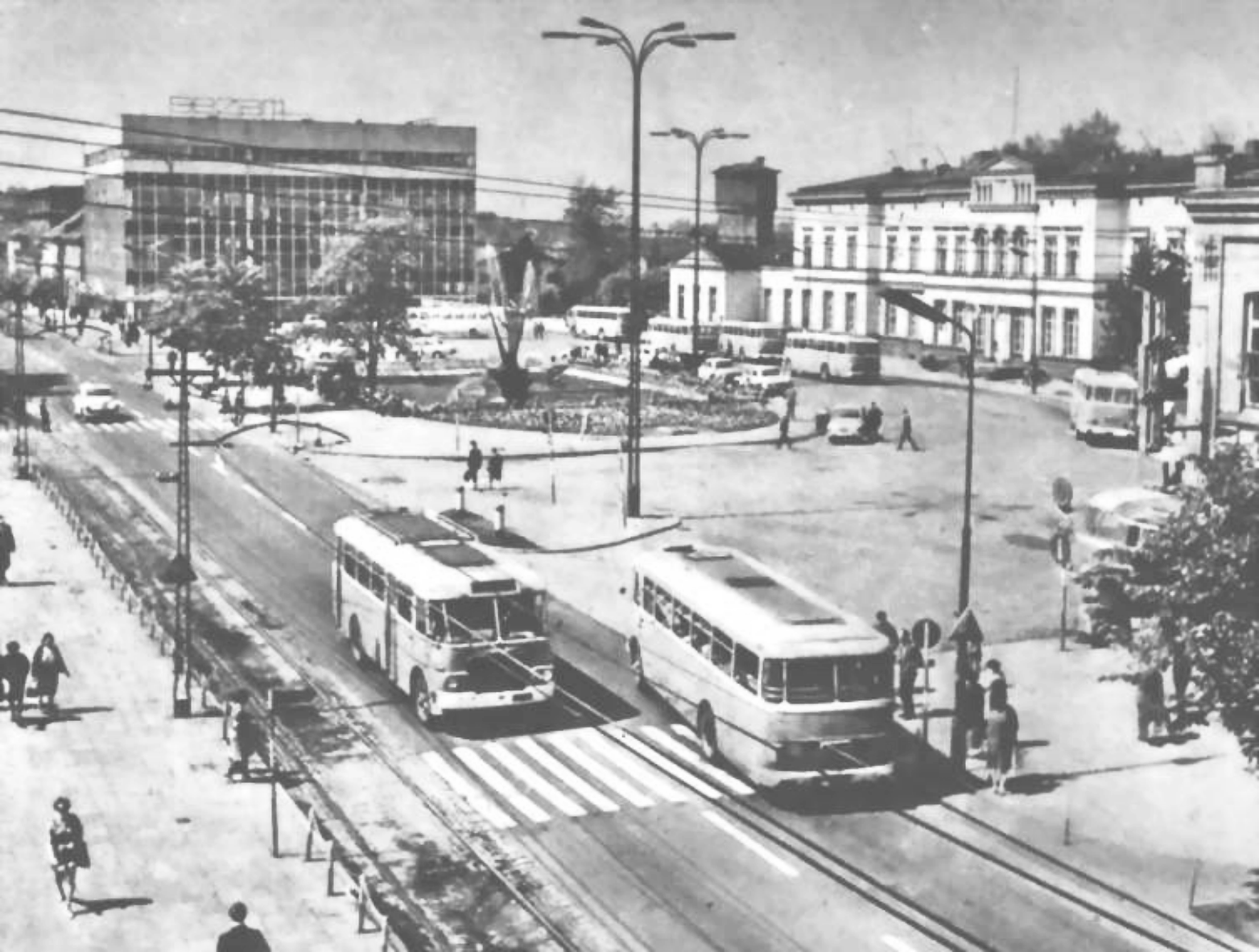
Widok na dworzec główny w Sosnowcu (po prawej). Zdjęcie z przełomu lat 60. i 70. XX w.

Po II wojnie światowej stację przyporządkowano Dyrekcji Okręgowej Kolei Państwowej w Katowicach. W latach 50. XX w. na stacji pojawiły się pierwsze pociągi elektryczne. Decyzja o elektryfikacji linii Warszawa – Katowice przez Sosnowiec Główny zapadła w połowie 1948 r. Plany elektryfikacji tej linii argumentowano koniecznością usprawnienia ruchu pasażerskiego i towarowego. Elektryfikacja przebiegała etapami, z czego odcinek Gliwice – Katowice – Sosnowiec Główny – Łazy zelektryfikowano 1 czerwca 1957 r..
Na przełomie lat 60. i 70. XX w. w ramach przebudowy Śródmieścia Sosnowca wyburzono część budynku dworca od strony północno-wschodniej, gdzie w latach 60. XX w. znajdowała się sala gimnastyczna. W miejscu wyburzonego fragmentu dworca wzniesiono budynek Centrum Obliczeniowego Informatyki Kolejowej PKP (obecnie sosnowiecki oddział „PKP Informatyka”). Przebudowano również halę główną dworca, gdzie umieszczono wejście do przejścia podziemnego na drugą stronę miasta i na perony stacji kolejowej.
W latach 1997–2002 dworzec uległ dalszym przeobrażeniom w ramach kolejnego projektu przebudowy Śródmieścia na 100-lecie miasta. W pierwszym etapie zostały wyremontowane i odnowione wnętrza oraz fasada budynku. W drugim wykonano podziemny pasaż handlowy łączący ul. Modrzejowską z ulicą Jana Kilińskiego, który poprowadzono pod dworcem i uporządkowano okoliczny obszar wraz z kościołem kolejowym.

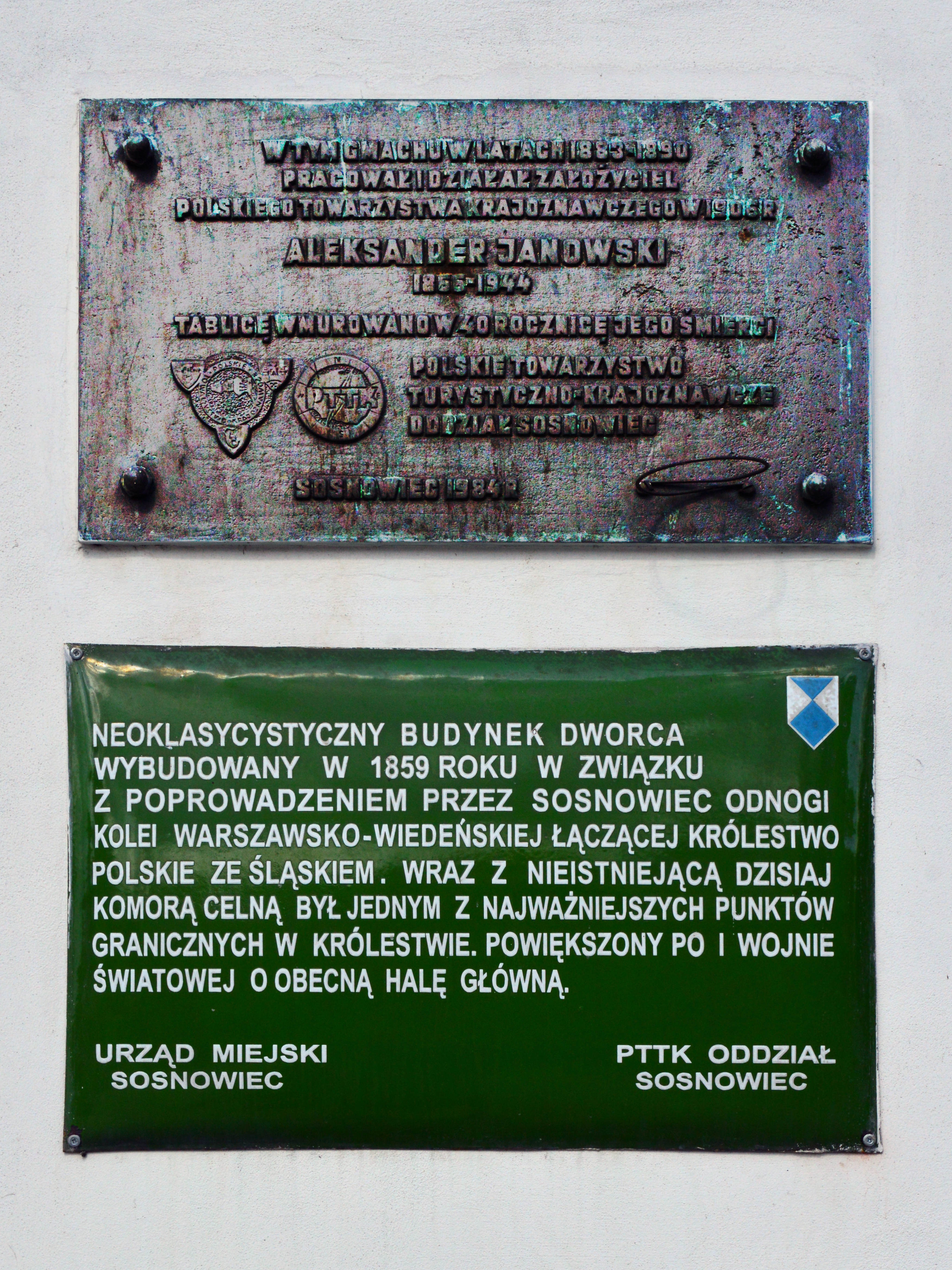

W latach 2005–2012 zabytkowy budynek dworca na stacji Sosnowiec Główny był jednym z obiektów na liście Szlaku Zabytków Techniki Województwa Śląskiego, które skupiają obiekty turystyki industrialnej. Był on też później jednym z obiektów, w których corocznie organizowano Industriadę.

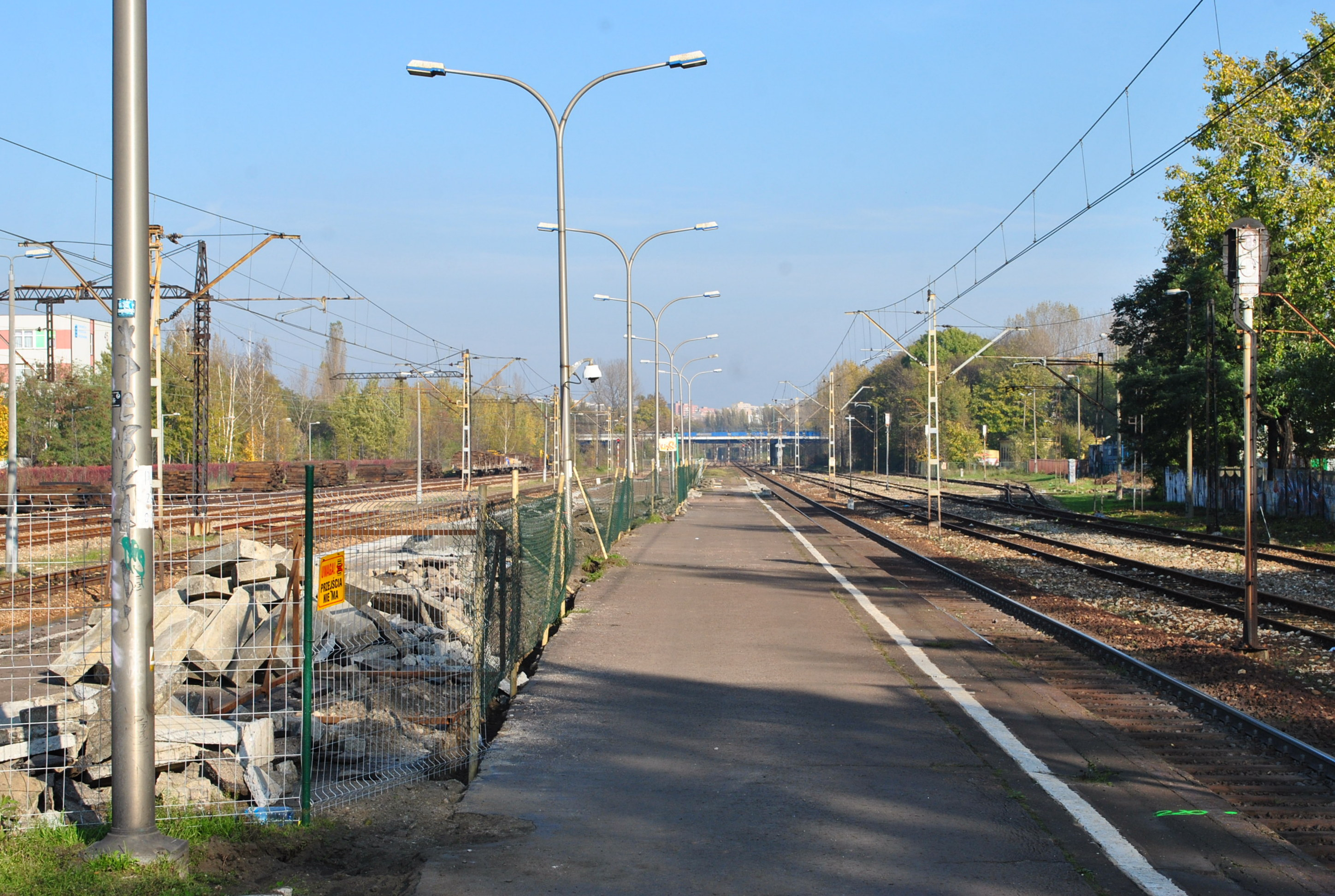
Peron 2 w trakcie prac w 2014 r.

PKP Polskie Linie Kolejowe S.A. w lipcu 2014 ogłosił przetarg na remont peronów na stacji, który zakładał wymianę nawierzchni oraz progów peronów, a także naprawę i pomalowanie dachu wiaty oraz budynku służbowego. Rozpoczęte we wrześniu 2014 r. prace docelowo miały trwać do końca listopada, jednakże ze względu na niedotrzymanie terminów PKP PLK w styczniu 2015, rozwiązało umowę z wykonawcą. Do tego czasu wyasfaltowano 1/3 drugiego peronu. W marcu 2015 r. spółka ogłosiła przetarg na ukończenie remontu. Prace warte 400 tys. złotych zakończono w czerwcu 2015. Pomiędzy lutym a majem 2015 r. zaadaptowano pomieszczenia obiektu na potrzebę funkcjonowania kas PKP Intercity i całodobowej ochrony, wykonano windę łączącą nadziemną i podziemną część stacji, a także naprawiono dach i elewację od strony wejścia na dworzec. Całkowity koszt prac modernizacyjnych wyniósł około 1 mln złotych.  W latach 2021–2023 plac przed dworcem od strony ulicy 3 Maja przeszedł gruntowną  modernizację, w wyniku której przestał pełnić funkcję parkingu samochodowego i nabrał charakteru miejsca wypoczynkowego dzięki wykonaniu estetycznej nawierzchni uzupełnionej zielenią, na której uruchomiono fontannę i ustawiono ławki. W wyniku prac m.in. wykonano zadaszenia wejść do pasażu pod dworcem i zbudowano lokal gastronomiczny, a placowi nadano imię Powstańców Styczniowych. W 2023 r. rozpoczęto prace modernizacyjne związane z przebudową linii kolejowej na odcinku Będzin – Katowice, wskutek czego zostanie dobudowana na całej długości stacji dodatkowa para torów głównych wraz z trzecim peronem dworcowym.

## Infrastruktura

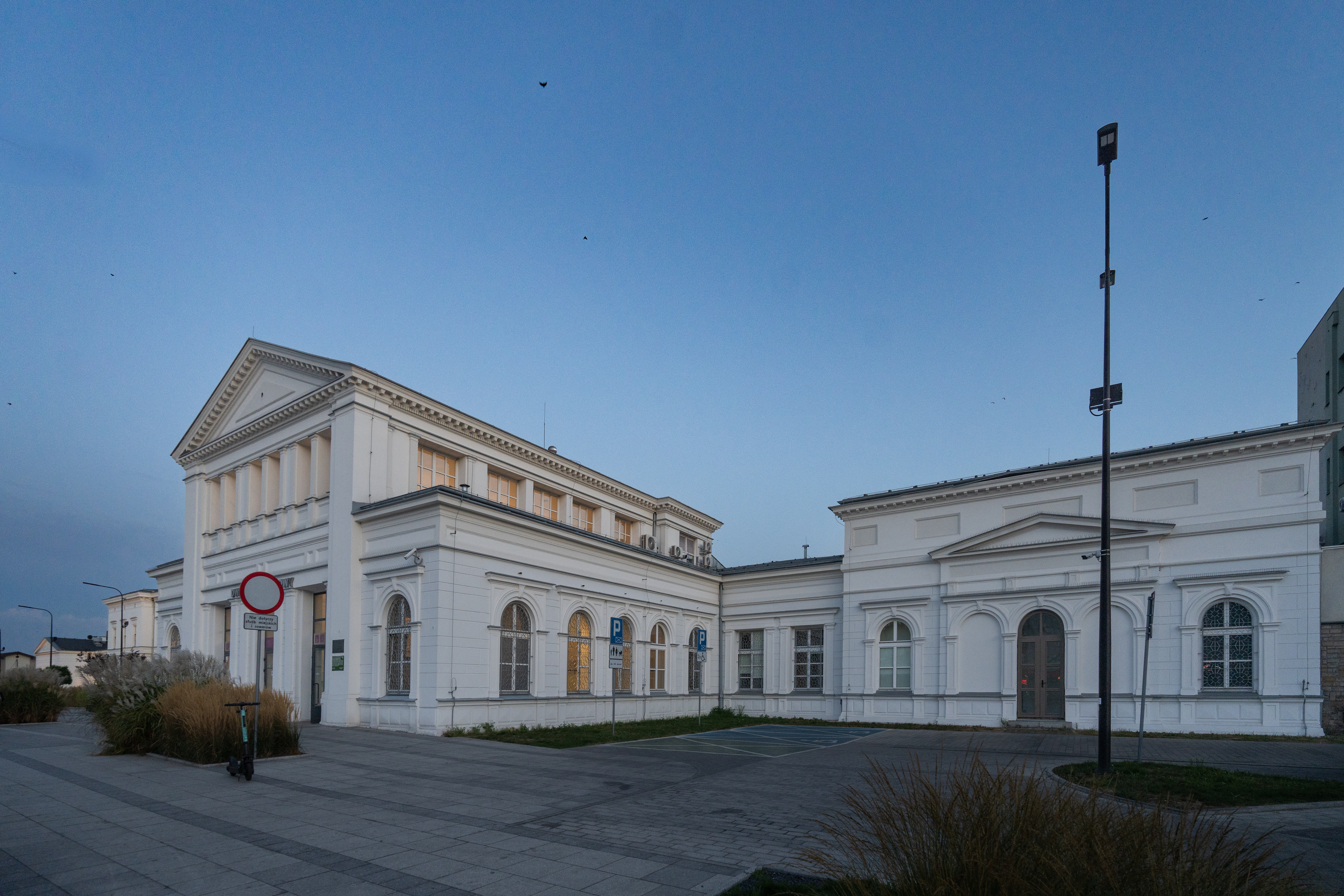
Wschodnie skrzydło dworca od strony ul. 3 Maja

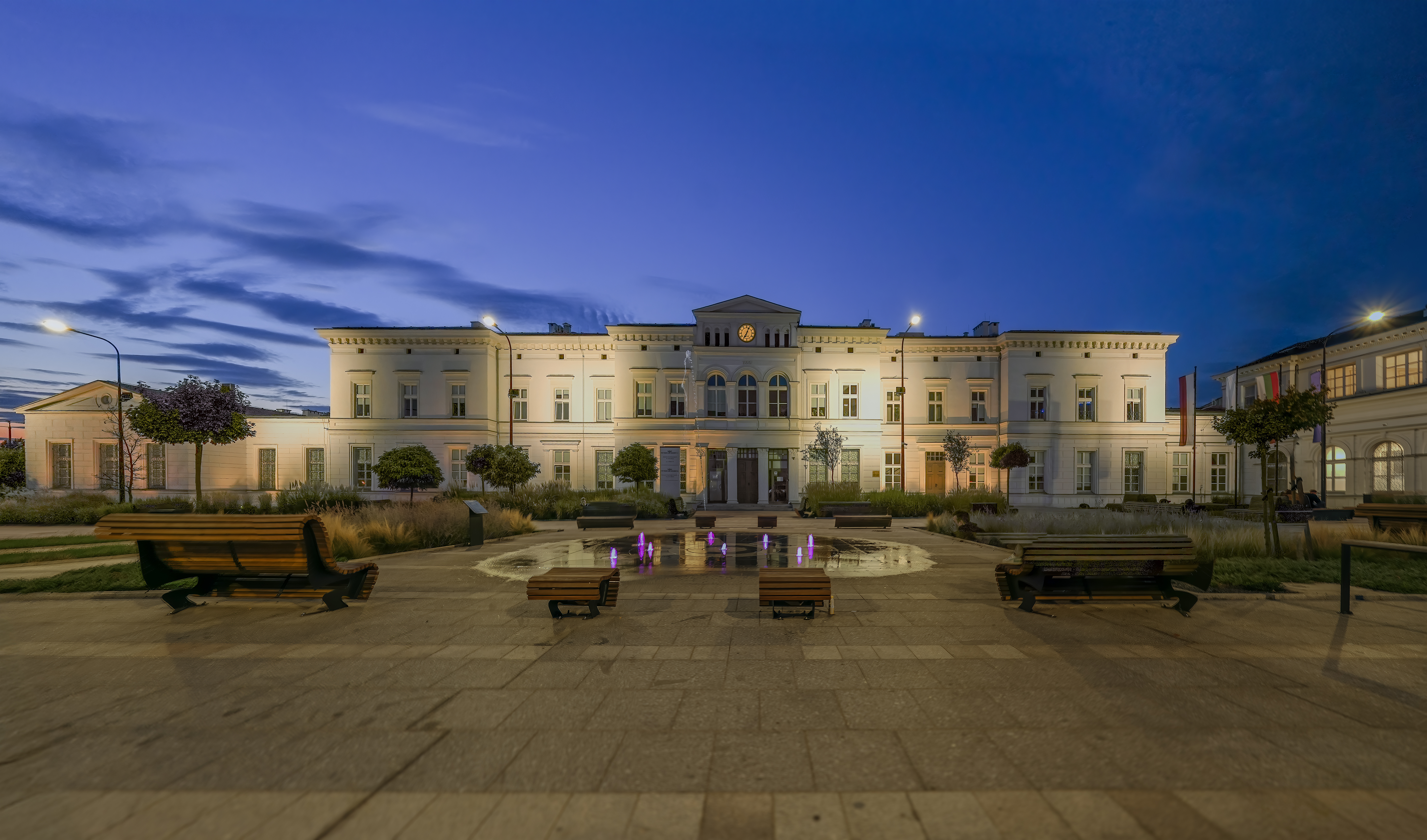
Zachodnie skrzydło dworca z Placem Powstańców Styczniowych

### Dworzec kolejowy
Budynek dworca z 1859 r. znajduje się obok Placu Powstańców Styczniowych przy ul. 3 Maja 16 w Sosnowcu. Piętrowy obiekt wzniesiono prawdopodobnie według projektu włoskiego architekta Henryka Marconiego w stylu neoklasycystycznym . 30 września 1999 r. budynek ten jest wpisany do rejestru zabytków województwa śląskiego pod numerem A/15/99. Do 2015 r. dworzec pełnił funkcję biblioteki, a od maja 2015 został zaadaptowany na potrzeby biura turystycznego. Ostatecznie budynek został siedzibą Zakładu Linii Kolejowych w Sosnowcu - Polskie Koleje Państwowe Polskie Linie Kolejowe S.A.. Odprawa podróżnych odbywa się w hali oraz pod budynkiem dworca. W podziemnej części stacji znajduje się kasa biletowa Kolei Śląskich, a także płatna toaleta.
Główny hol dworca jest czynny całą dobę. Znajdują się w nim trzy kasy biletowe PKP Intercity (w tym jedna dostosowana do potrzeb osób niepełnosprawnych), pomieszczenia ochrony oraz ławki siedziskowe. Dworzec wyposażony jest w system informacji pasażerskiej. Przejście z poczekalni w górnej hali na peron 1 i 2 prowadzi przez podziemny pasaż handlowy, do którego można dojść przez wejście na placu przed budynkiem albo zjechać  windą.

### Linie kolejowe
Stacja Sosnowiec Główny ma charakter węzła kolejowego. Przechodzą przez nią linia kolejowa nr 1 i linia kolejowa nr 62, a także międzynarodowa linia E65. Wykaz linii wraz z kilometrażem początku, osi i końca stacji::
| Nr | Nazwa                         | Km stacji | Km stacji | Km stacji |
| Nr | Nazwa                         | pocz.     | osi       | końca     |
| -- | ----------------------------- | --------- | --------- | --------- |
| 1  | Warszawa Centralna – Katowice | 308,347   | 309,544   | 310,116   |
| 62 | Tunel – Sosnowiec Główny      | 83,793    | 84,054    | 85,096    |

### Perony

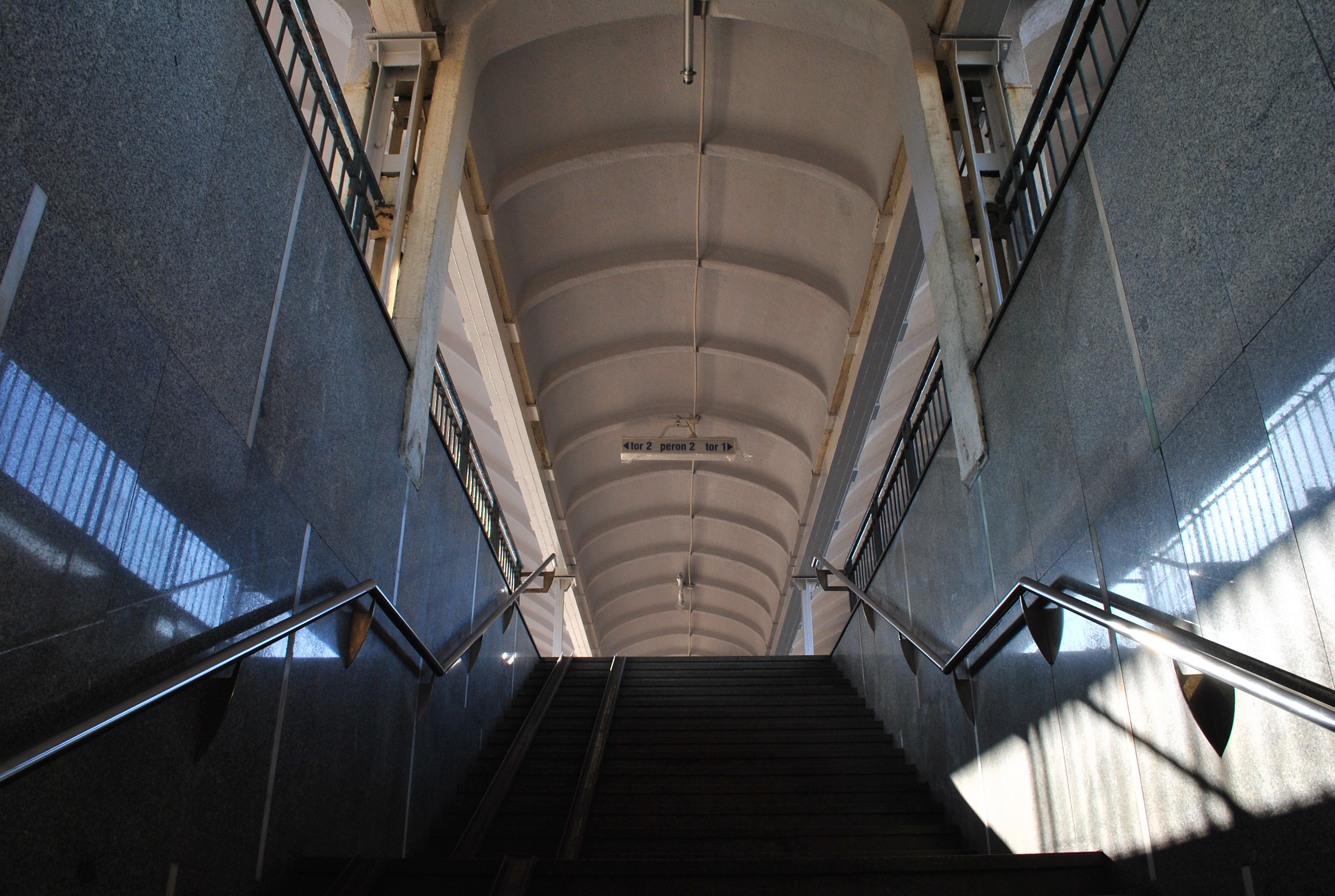
Przejście na peron 2.

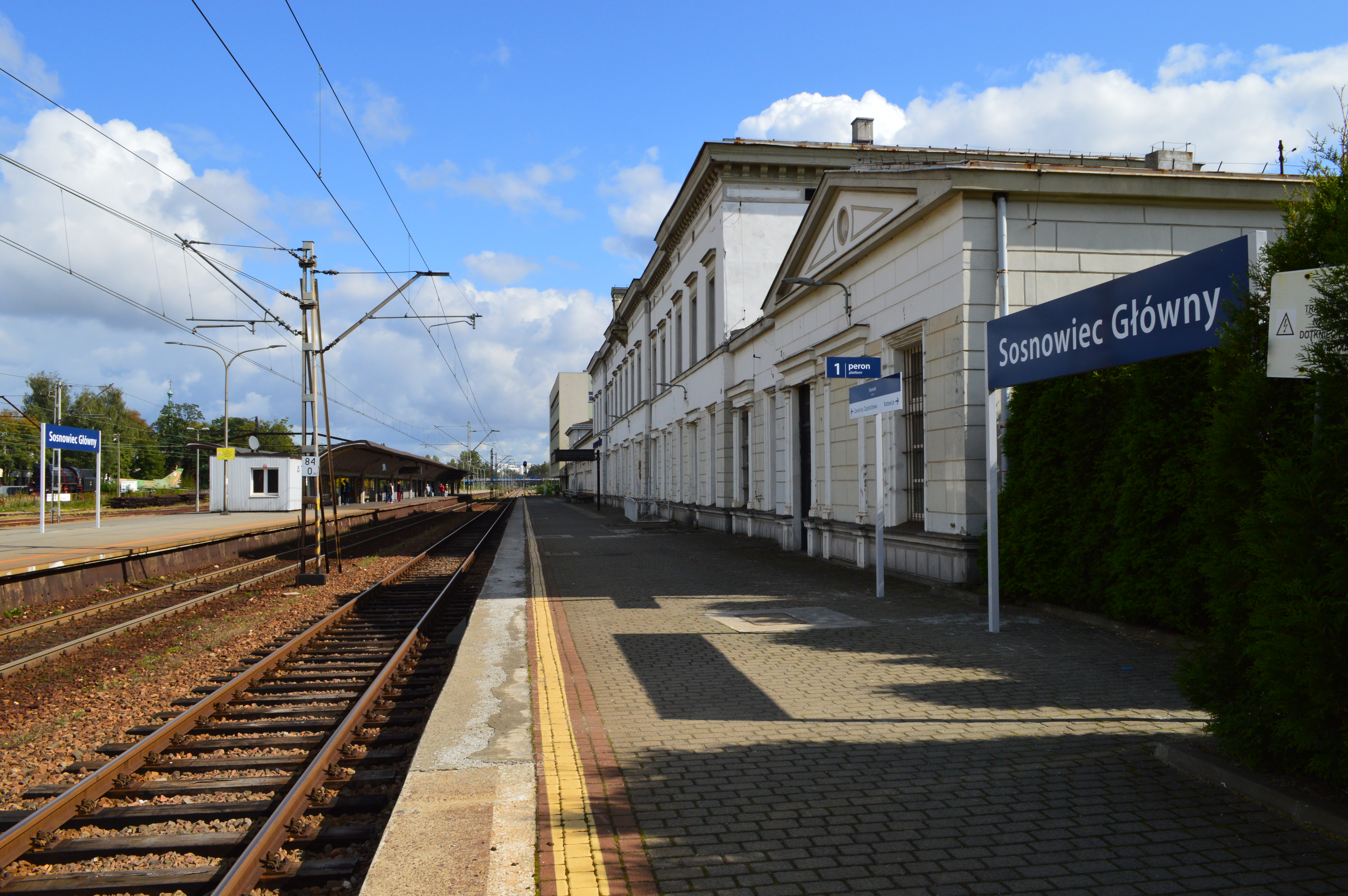
Perony: 1 po prawej, 2 po lewej

Na stacji znajdują się 2 perony. Peron 1. to peron jednokrawędziowy niski o długości 232 m i wysokości 30 cm. Przylega on do toru 4. na linii kolejowej nr 62. Posiada on nawierzchnię utwardzoną z kostki brukowej. Peron 2.  jest peronem wyspowym wysokim o długości 394 m i wysokości 65 cm. Przylega on do toru 2. i 1. przy linii kolejowej nr 1. Posiada on nawierzchnię bitumiczną. Peron ten wyposażony jest w zadaszenie oraz ławki.
Dojście do peronów odbywa się poprzez przejście podziemne pod torami wejściem od ulicy 3 Maja lub Jana  Kilińskiego. Na peronach znajduje się pochylnia, a także urządzenia nagłaśniające i wyświetlacze elektroniczne.
Perony w okresie od września 2014 do połowy czerwca 2015 r. przeszły remont, w ramach którego wymieniono nawierzchnię asfaltową oraz krawędzie peronowe. Poddano konserwacji wiatę oraz zainstalowano nowe  ławki i kosze na śmieci oraz zamontowano elektroniczną platformę dla niepełnosprawnych przy schodach.

## Ruch pociągów pasażerskich

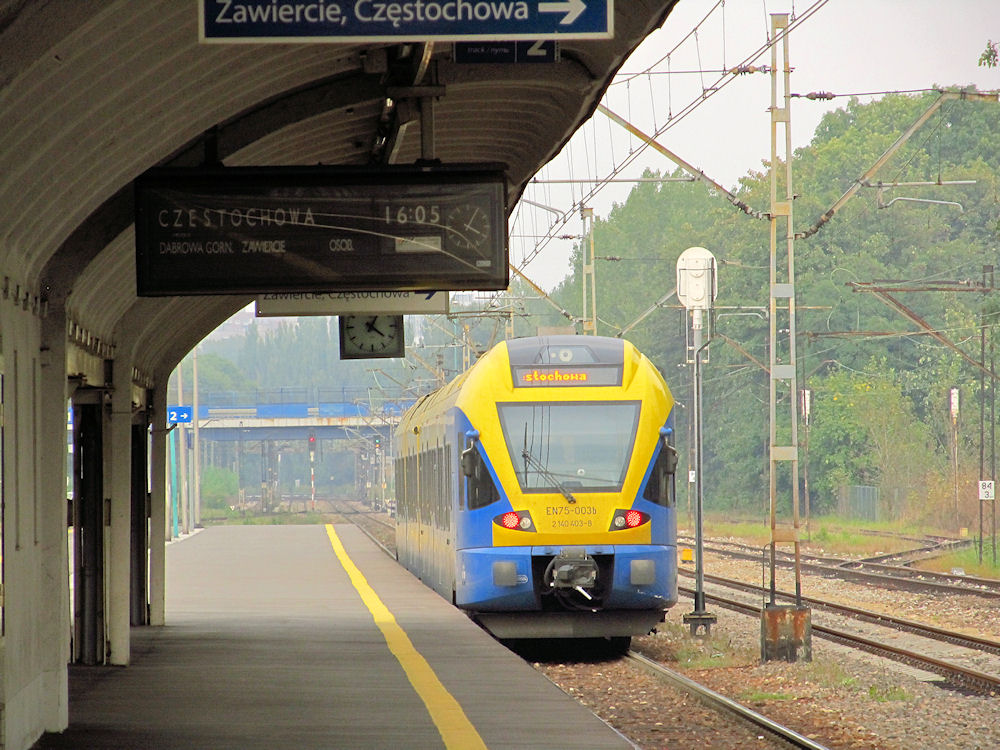
EN75 Kolei Śląskich

### Pociągi osobowe
Stacja Sosnowiec Główny z racji położenia na jednej z najbardziej uczęszczanych linii kolejowych w Polsce stanowi ważny punkt lokalnej komunikacji kolejowej. Zatrzymują się na niej pociągi osobowe obsługiwane przez spółkę Koleje Śląskie Sp. z o.o., które realizują połączenia na obszarze województwa śląskiego. Przez sosnowiecką stację przebiegają dwie linie regionalne:
- S1 Częstochowa – Gliwice przez Katowice, Sosnowiec Główny i Zawiercie;
- S4 Sosnowiec Główny – Tychy Lodowisko przez Katowice; linia Szybkiej Kolei Regionalnej, stanowiąca system kolei aglomeracyjnej, działająca od 14 grudnia 2008.

### Pociągi dalekobieżne

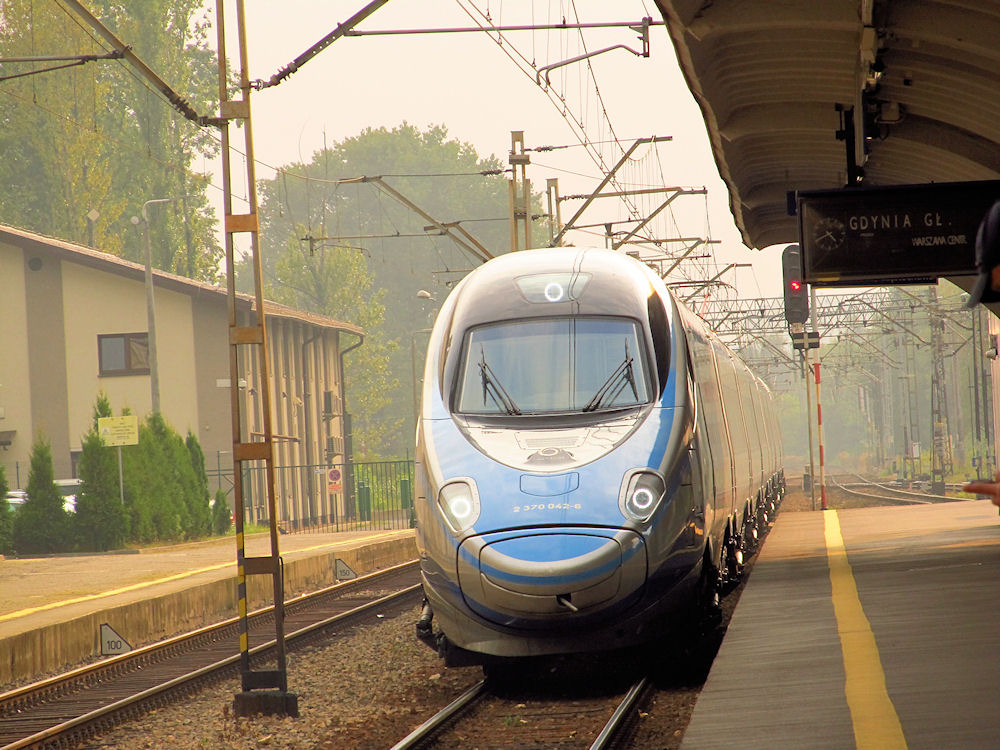
InterCity Premium na stacji Sosnowiec Główny

Połączenia na stacji są realizowane przez spółki PKP Intercity. Zatrzymują się składy pociągów Twoich Linii Kolejowych, InterCity, Express InterCity, Express InterCity Premium. Według rozkładu kursowania pociągów z 3 października 2024 r. głównymi kierunkami odjazdów  pociągów dalekobieżnych były Bielsko-Biała Główna, Gdynia Główna, Kędzierzyn-Koźle, Lublin, Łódź Kaliska, Opole Główne, Toruń Główny, Warszawa Centralna i Wrocław Główny.

## Powiązania komunikacyjne

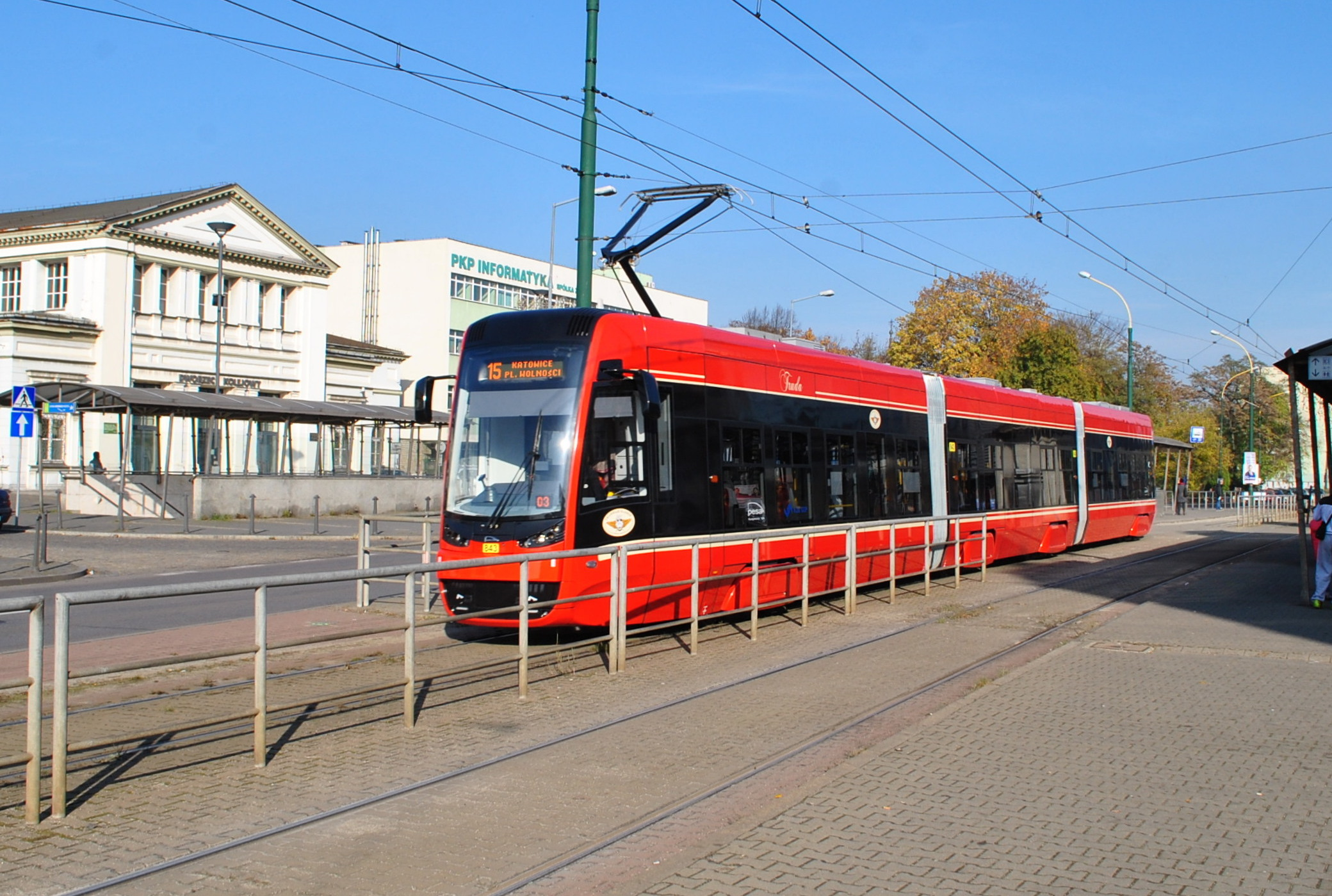
Przystanek komunikacji miejskiej Sosnowiec Dworzec PKP

Stacja Sosnowiec Główny jest bardzo dobrze zintegrowana z komunikacją miejską dzięki zlokalizowanym przed  dworcem przy ulicy 3 Maja przystankom autobusowym oraz tramwajowym Sosnowiec Dworzec PKP, z których  według stanu z października 2024 r., odjeżdżało ponad 20 linii autobusowych i pięć linii tramwajowych na zlecenie Zarządu Transportu Metropolitalnego oraz jedna linia autobusowa PKM Jaworzno. Linie te łączą dworzec z miastami Zagłębia Dąbrowskiego, Katowicami, Bytomiem, Siemianowicami Śląskimi, Piekarami Śląskimi, Mysłowicami oraz Jaworznem. Dzięki przystankom realizowane są liczne połączenia autobusowej komunikacji pozamiejskiej, które wykonują m.in. prywatne spółki przewozowe na linii Katowice – Olkusz. Przed budynkiem dworcowym znajduje się postój taksówek osobowych.